# Dama por un día
Dama por un día (1933) es una tragicomedia dirigida por Frank Capra sobre un guion de Robert Riskin basado en el relato "Madame La Gimp" de Damon Runyon. Fue la primera película por la que Capra recibió una nominación al premio de la Academia como Mejor Director y la primera producción de la Columbia Pictures nominada como Mejor Película.

## Argumento
La historia se centra en Apple Annie, una desdichada anciana que vende manzanas por las calles de la ciudad de Nueva York. Su hija Louise ha sido criada en un convento en España desde que era una niña. A Louise le ha dejado creer que su madre es una señora de la alta sociedad llamada Sra. E. Worthington Manville y que vive en el hotel Marberry. Annie se da cuenta de que su mentira va a ser descubierta cuando su hija le avisa que va a viajar en barco hacia Nueva York con su prometido Carlos y el padre de este, el Conde Romero.
Entre los clientes de Annie están Dave the Dude, un mafioso y jugador que cree que las manzanas de Annie le traen suerte, y su secuaz Happy McGuire. Los amigos de la calle de Annie le cuentan a Dave el problema de Annie, y le piden que le alquile a Annie un apartamento en el hotel Marberry. Al principio se niega, pero cambia de opinión y organiza todo para que ella viva en una residencia palaciega de una amigo suyo. La novia de Dude, Missouri Martin, dueña de un club nocturno, ayuda a que Annie parezca una viuda respetable. Dave hace que Henry D. Blake, jugador de billar y estafador, pase por el marido de Annie, el juez Manville.
En el puerto, Annie se reúne con su hija Louise. Tres periodistas sospechan de la Sra. E Worthington Manville, ya que no encuentran ninguna referencia de ella en las crónicas de sociedad. Para evitar problemas, son raptados por la banda de Dave. Su desaparición hace que el periódico local acuse al departamento de policía de incompetente.
Unos días más tarde, Blake –haciéndose pasar por el juez Manville– anuncia que está planeando celebrar una recepción de gala para Louise, Carlos y el conde Romero antes de su regreso a España. Recluta a los chicos de la banda de Dave y las chicas del club de Misuri para hacerse pasar por amigos de Annie de la alta sociedad. La noche de la fiesta, la policía, segura de que Dave ha tenido algo que ver con la desaparición de los periodistas, rodea el club de Misuri, donde la banda está ensayando para la recepción. Dave llama a Blake para avisarle del problema, y Annie decide confesárselo todo al conde Romero. Pero el destino hace que el alcalde, el gobernador y sus séquitos aparezcan en la fiesta y permite a Annie mantener la farsa y evitar que su hija Louise sepa la verdad.

## Reparto
- May Robson ..... Apple Annie
- Warren William ..... Dave the Dude
- Guy Kibbee ..... Henry G. Blake
- Glenda Farrell ..... Missouri Martin
- Ned Sparks ..... Happy McGuire
- Jean Parker ..... Louise
- Barry Norton ..... Carlos
- Walter Connolly ..... Conde Romero
- Halliwell Hobbes ..... Butler

## Producción
El cuento corto de Damon Runyon "Madame La Gimp" fue publicado en Cosmopolitan en octubre de 1929. Se consiguieron los derechos para la pantalla en septiembre de 1932, y el estudio quería comenzar la producción en mayo, aunque el director Frank Capra tenía dudas sobre el proyecto. Le recordó al director del estudio Harry Cohn que «estaba gastando 300.000 dólares en una película cuya protagonista era una mujer de 70 años», a lo que Cohn respondió: «Todo lo que sé es que va a pegar fuerte. Adelante». A Robert Riskin se le encomendó desarrollar la historia para la pantalla y escribió cuatro versiones, presentando la última el 6 de mayo de 1933, tres días antes de que comenzará la grabación. Aparte de algunas revisiones menores durante la filmación, el guion original fue respetado. La versión de Riskin se desviaba del original de Runyon en que conectaba al personaje principal con millones de americanos que estaban sufriendo la crisis económica surgida de la Gran Depresión. A Runyon le gustaron los cambios.
Riskin hizo el guion pensando en Robert Montgomery, pero la MGM no quiso prestárselo a la Columbia. Era uno de los varios actores que Capra quería pero que no pudo conseguir. Capra lo intentó con James Cagney y William Powell, pero ninguno de sus estudios permitió que trabajaran en el proyecto. Las primeras elecciones para los papeles de Apple Annie y Henry D. Blake eran Marie Dressler y W.C. Fields, tampoco pudieron por la misma razón. Finalmente eligió a actores secundarios contratados por los estudios Columbia. Fue al barrio de Los Ángeles donde vendía periódicos de niño y contrató como extras a gente de la calle que andaban por allí. Una semana antes del comienzo del rodaje, ofreció el papel de Apple Annie a May Robson, actriz principalmente de teatro de 75 años. 
Justo antes de su primer preestreno en Hollywood a principios de julio de 1933, el título de la película fue cambiado de Madame La Gimp a Beggar' Holiday, y cambiado de nuevo para el estreno en el Radio City Music Hall el 7 de septiembre. Su estreno en todos los cines fue el 13 de septiembre y en poco tiempo recaudó 600.000 dólares, el doble de su presupuesto y una suma importante para la época. Ante el éxito se rodó la secuela Lady by Choice, dirigida por David Burton y protagonizada por Carole Lombard.
A principios de los años 50, el negativo original se perdió cuando era transportado de un laboratorio a otro. Durante un tiempo, la única copia existente fue una de 35 milímetros que pertenecía a Capra, hasta que hizo un duplicado y la donó a la Biblioteca del Congreso. Columbia vendió los derechos de la historia a United Artists por 200.000 dólares, y en 1961 Capra dirigió una nueva versión, Pocketful of Miracles, con Bette Davis y Glenn Ford.

## Premios y nominaciones
Lady for a Day fue nominada por la Academia como Mejor Película pero ganó Cavalcade. May Robson fue nominada como Mejor Actriz pero el premio se lo llevó Katharine Hepburn por Morning Glory, y Robert Riskin también estuvo nominado como Mejor Guion Adaptado pero ganaron Sarah Y. Mason y Victor Heerman por Little Women.
Will Rogers entregaba el premio de la Academia a la Mejor Película, y cuando abrió el sobre simplemente dijo: «Sube aquí y recoge el premio, Frank». Capra,  seguro de ser el ganador, corrió al estrado y recogió su Oscar, hasta que se dio cuenta de que Rogers se refería a Frank Lloyd, que lo ganó por Cavalcade.